# Ліцей Галатасарай
Ліцей Галатасарай (тур. Galatasaray Lisesi) — елітний середній навчальний заклад у Стамбулі, Туреччина.

## Загальні відомості
Галатасарайська придворна школа була відкрита під час правління султана Баязида II в 1481 році і спочатку носила назву Імператорська школа Галатського палацу (тур. Galata Sarayi Enderun-u Hümayunu), або Ендерун. У 1866 році вона була реорганізована за зразком французької навчальної системи і стала називатися Султанська галатасарайська школа (тур. Galatasaray Mekteb-i Sultani).

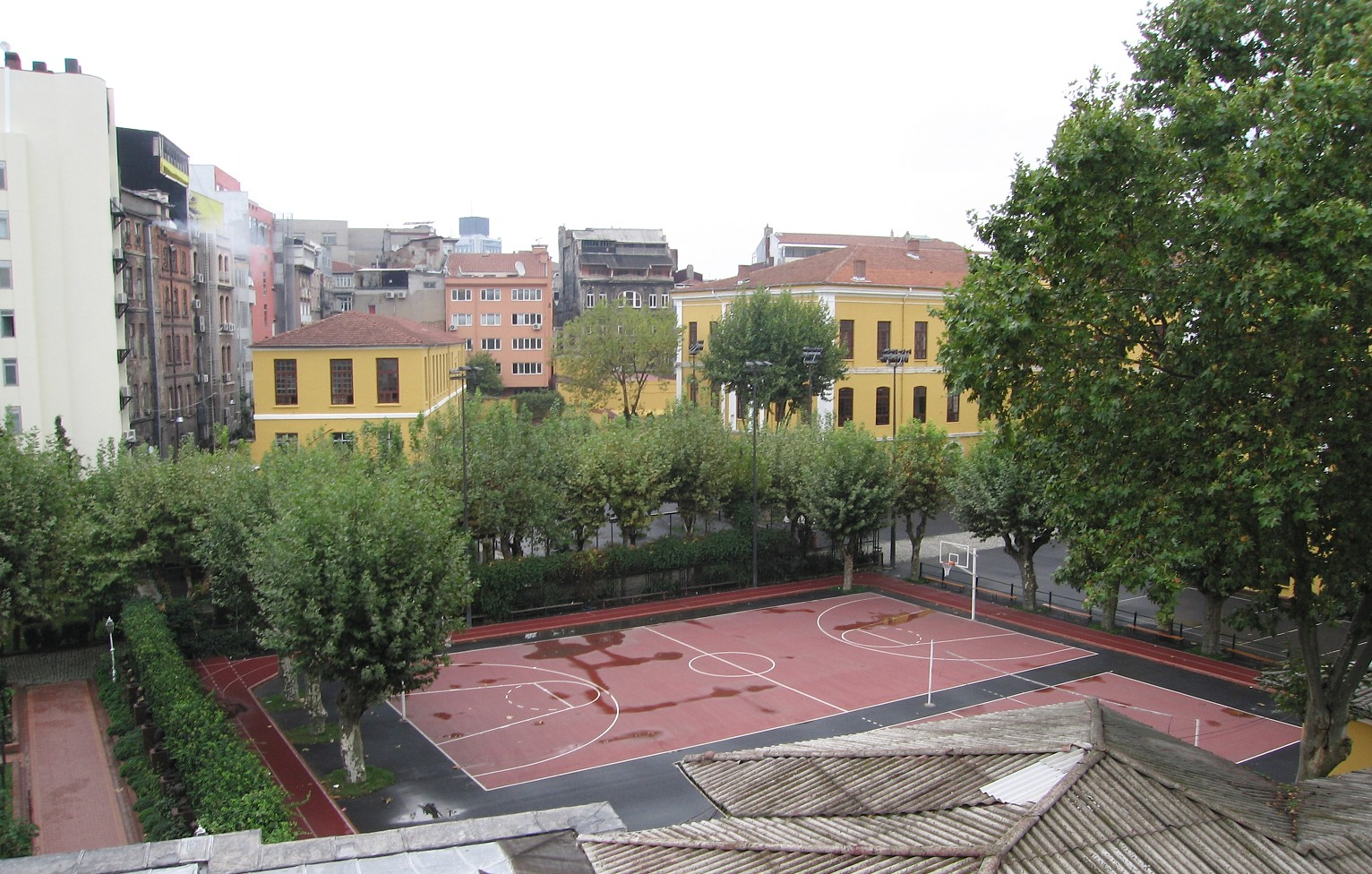

Ліцей знаходиться на площі Галатасарай, в кварталі Галата стамбульського району Бейоглу, на європейському березі Босфору, у приміщенні, яке займав у минулому Медичний коледж. Галатасарайський ліцей підрозділяється на три двори, відповідно молодших, середніх і старших класів. Школа має власні хамам (мусульманську лазню, зал для обмивань) і лікарню. Шкільна програма в султанські часи відповідала французькому варіанту; лише замість латинської та давньогрецької мов юнаки навчалися турецькій, арабській та перській. У той же час ці дві класичних мови, як і німецьку, бажаючі могли вивчати ввечері, поза програми. Серед вчителів були, як турки і французи, так і греки і вірмени. Ліцей брав на себе турботу про забезпечення учнів харчуванням, одягом (в тому числі і уніформою, яку діти повинні були носити за межами навчального закладу), предметами гігієни, підручниками і шкільними матеріалами.
Після проголошення в Туреччині республіки школа отримала нинішню назву ліцею (тур. Galatasaray Lisesi). З 1968 року тут навчаються також і дівчата (в даний час вони утворюють близько 40 % учнів). У 1992 році при підтримці Франції був утворений Галатасарайський університет, що утворює з ліцеєм єдиний навчальний комплекс.

## Відомі випускники і викладачі
- Дарон Аджемоглу
- Мехмет Алі Біранд
- Добрі Войніков
- Назим Хікмет

## Доповнення
- Вебсайт Галатасарайського ліцею [Архівовано 24 січня 2021 у Wayback Machine.]